# Jung-Gar-Banner

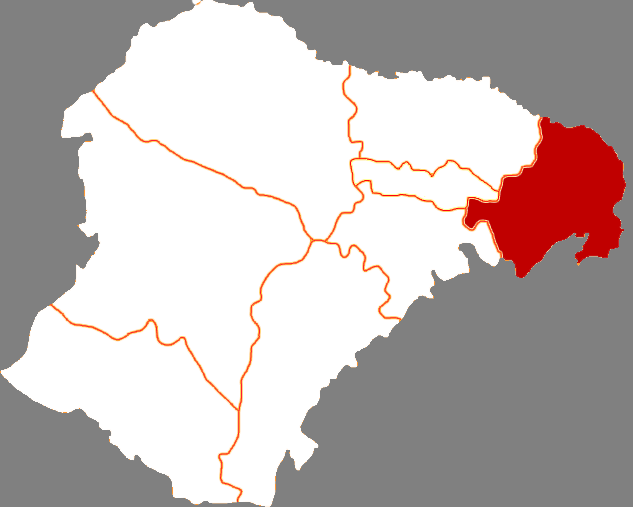
Lage des Jung-Gar-Banners in Ordos

Das Jung-Gar-Banner (chinesisch 准格尔旗, Pinyin Zhǔngé'ěr Qí; mongolisch ᠵᠡᠭᠦᠨᠭᠠᠷ ᠬᠣᠰᠢᠭᠤ Jegünɣar qosiɣu) ist ein Banner der bezirksfreien Stadt Ordos im Südwesten der Autonomen Region Innere Mongolei im mittleren Norden der Volksrepublik China. 

## Geografie
Es hat eine Fläche von 7.535 km² und zählt 270.000 Einwohner (2004). Sein Hauptort ist die Großgemeinde Xuejiawan (薛家湾镇).

## Verkehr
In Zhǔngé beginnt die nur für den Abtransport von Kohle gebaute Bahnstrecke Zhunge–Shuozhou.